# 激變變星

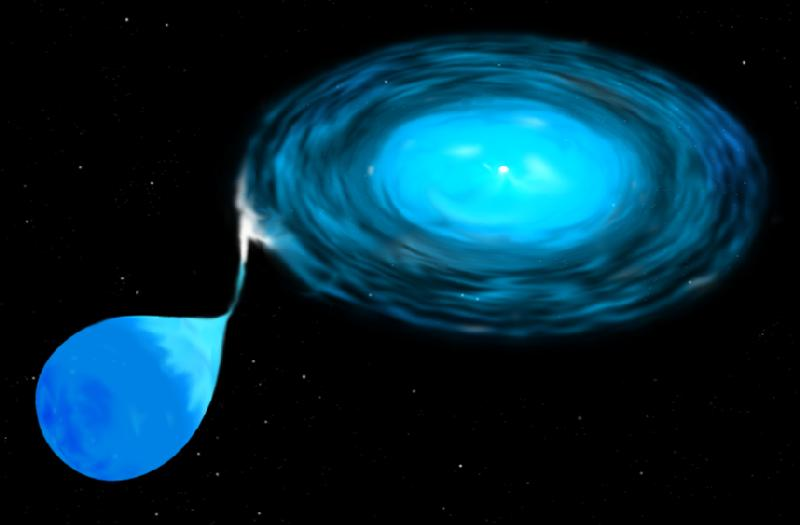
藝術家概念下的激變型變星系統。

激變變星（Cataclysmic variable star，CV），是擁有一顆白矮星和伴星的雙星系統（參考雙子座U），這顆伴星通常是紅矮星，但有些情況下它也可以是一顆白矮星或正在演化成次巨星。截止2006年2月1日，已經有超过1600颗激變變星被发现。
以觀測的觀點來看，激變變星很容易被發現。它們通常是相當藍的天體，而大多數的天體都是偏紅的；這些系統的變化經常是相當強且快速的，強烈的紫外線甚至是X射線和一些特有的發射線是這類變星的典型產物。
這兩顆星非常靠近，以致於白矮星的引力可以扭曲伴星，並且白矮星可以從伴星吸積物質。因此，伴星經常會被稱為施主星，失去的物質會在白矮星的週圍形成吸積盤，強烈的紫外線和X射線經常從吸積盤發射出來。吸積盤也是不穩定的，當盤內的部分物質落至白矮星時，會導致矮新星的爆發。
在吸積的過程中，物質在白矮星的表面累積。而因為施主星通常含有豐富的氫，在多數的情況下，吸積層最底部的密度和溫度終將上升達到足夠點燃核聚變的反應。反應在短時間內將數層體積內的氫燃燒成氦，外面的產物和數層的氫會被拋入星際空間內，這就被看成是新星的爆發。如果吸積的過程持續進行的足夠久，白矮星的質量將會達到錢德拉塞卡極限，內部增加的密度可能點燃已經死寂的碳，融合並觸發Ia超新星的爆炸，將白矮星完全的摧毀。
激變變星可以細分成幾個次級的群組，經常是以一顆明亮的原型特徵為典型為來命名。這些群組可能會有些重疊，包括天鵝座SS、雙子座U、鹿豹座Z、大熊座SU、武仙座AM、武仙座DQ、天蠍座VY、獵犬座AM和六分儀座SW。
在某些情況下白矮星的磁場會強到足以打亂、甚至完全阻礙了吸積盤的形成。在強烈磁場下的可見光會顯示出強烈和易變的極化，因此有時稱為中度極化（在吸積盤只有部分被摧毀的情況）或高度極化（在阻礙吸積盤形成的情況下）。如同在早先就提到的，變星類型習慣以知名的原型星命名，高度極化和中度級化的分別被以相關的武仙座AM和武仙座DQ來命名。

## 外部連結
- The Catalog and Atlas of Cataclysmic Variables （页面存档备份，存于）
- TPP/CVcat - a catalogue of Cataclysmic Variable Stars （页面存档备份，存于）
- RKcat (Ritter and Kolb), 7th edition （页面存档备份，存于）
- CVNet, a web site and community for CV enthusiasts and researchers
- A Beginner's Guide to Cataclysmic Variables （页面存档备份，存于）
- Cataclysmic Variables（页面存档备份，存于）, NASA's HEASARC page

1. ↑  A Catalog and Atlas of Cataclysmic Variables （页面存档备份，存于），此目录下的激变变星数据于2006.02.01日起冻结不再更新。